# زیگبرت یکم
زیگبرت یکم (زادهٔ ۵۳۵ - مرگ ۵۷۵) پادشاه فرانک‌ها از دودمان مروونژی بود که از ۵۶۱ تا هنگام کشته‌شدنش در ۵۷۵ بر رنس (بعدتر اوسترازیا) حکومت کرد.

## زندگینامه
زیگبرت پسر کلوتار یکم، پادشاه فرانک‌ها بود. او پس از مرگ پدرش در ۵۶۱ و تقسیم قلمرو او بین پسرانش شاریبرت، گونترام، زیگبرت و شیلپریک به پادشاهی رنس رسید. همچنین بخش‌هایی از قلمرو برادر بزرگترش شاریبرت یکم، پادشاه پاریس نیز پس از مرگ او در ۵۶۷ یا ۵۶۸ به قلمرو زیگبرت افزوده شد. با وجود این برادر ناتنیش شیلپریک یکم که پس از مرگ پدرشان، فقیرترین ناحیه از سرزمین فرانک‌ها یعنی پادشاهی سوآسون را به ارث برده بود، پس از مرگ شاریبرت بهترین بخش از سرزمین‌های او را به قلمرو خود افزود که این قسمت بعدتر تشکیل‌دهندهٔ بخش بزرگی از نوستریا شد. این موضوع به دشمنی زیگبرت با برادرش انجامید.
زیگبرت در ۵۶۷ با برون هیلدا، دختر پادشاه اوستروگوت‌ها آتاناگیلد ازدواج کرد و شیلپریک نیز در ۵۶۸ پس از جداشدن از همسر اولش با گالسوینتا، خواهر برون هیلدا ازدواج نمود. اما چندی نگذشت که او گالسوینتا را کشت و بی‌درنگ معشوقه‌اش فردگوند را به همسری خود درآورد. این عمل شیلپریک باعث افزایش تنفر بین دو طرف شد و زیگبرت که از ابتدا نیز روابط خوبی با برادرش نداشت با تحریک برون هیلدا و به بهانهٔ خونخواهی خواهرزنش وارد جنگی داخلی با شیلپریک شد. او ذر طول جنگ توانست برادرش را شکست داده و بیشتر قلمرو او را در اختیار خود گیرد. شیلپریک همراه با خانواده‌اش در تورنه پنهان شد و زیگبرت تا روان نیز پیش رفت. او درصدد بود تا این شهرها را نابود سازد اما با دخالت زیردستانش منصرف شده و به پاریس بازگشت. در آنجا برون هیلدا و فرزندانش نیز به او پیوستند. در این زمان فرانک‌های تحت امر شیلپریک با فرستادن هیأتی به پیش زیگبرت از آمادگی خود برای پذیرش پادشاهی او به‌جای شیلپریک خبر دادند.
زیگبرت در دهکده‌ای به‌نام ویتری، جایی که تمامی سپاهیان گرد هم آمده بودند پادشاه خوانده شد اما در همان زمان، دو برده که از طرف فردگوند، همسر شیلپریک فرستاده شده بودند خود را از دو طرف به زیگبرت رسانده و هر یک دشنه‌ای زهرآگین را بر بدن او فرو کردند. زیگبرت بر زمین افتاد و اندکی بعد جان داد. شیلپریک پس از اطلاع از مرگ برادرش از مخفیگاه خود بیرون آمد و او را در دهکدهٔ لامبره به خاک سپرد. جسد زیگبرت را سپس به کلیسای میدار مقدس در سوآسون انتقال دادند و در کنار پدرش کلوتار خاک کردند.
پس از مرگ زیگبرت پسرش با عنوان شیلدبرت دوم جانشین او شد.